# آرمان توپه
آرمان توپه (به فرانسوی: Armand Toupet) نویسنده قرن بیستم میلادی اهل فرانسه است.